# František Stupka
František Stupka (18 janvier 1879, Tedražice, Autriche-Hongrie – 24 novembre 1965, Prague) chef d'orchestre, violoniste et pédagogue.

## Biographie
František Stupka est né dans un petit village près de Sušice au sud-ouest de Prague. Il étudie avec Otakar Sevcik et Michael Serbulova. Après son diplôme de violon en 1901, dans les années 1902 à 1919, il est professeur au conservatoire d'Odessa, où il travaille également en tant que premier violon sous la direction de Joseph Pribika, puis chef d'orchestre lui-même. Il fonde un quatuor à cordes composé de membres tchèques : Jaroslav Kocian (de), Frantisek Stupka aux violons, Joseph Perman à l'alto et Ladislav Zelenka au violoncelle. Entre 1919 et 1946, il est chef de l'Orchestre philharmonique tchèque (en même temps que Vaclav Talich) et dans les années 1946 à 1956, il est le chef d'orchestre et le directeur artistique de la Philharmonie morave (en) d'Olomouc tout juste fondée. À cette même époque, de 1947 à 1951, il est également professeur de l'Académie Janáček des arts musicaux à Brno. Il prend sa retraite en 1956, mais dirige encore jusqu'à son décès. Parmi ses élèves on compte Václav Smetáček.
En tant qu'interprète il a particulièrement cultivé Bedřich Smetana, Antonín Dvořák, Leoš Janáček et Tchaikovski. En mars 1928, il crée la Rhapsodie Vardar, op. 16 du compositeur bulgare Pantcho Vladiguerov, dans sa version orchestrale, lors d'un festival de musique bulgare à Prague.
Il est aux côtés de Břetislav Bakala, Rafael Kubelík, Vaclav Talich et Karel Ancerl, l'un « des très grands chefs d'orchestre tchèques » du XXe siècle. Sans doute moins connu en raison de l'absence d'une carrière internationale et du peu d'enregistrements au disque qu'il laisse.
František Stupka est le grand oncle du violoncelliste tchèque Františka Brikcia.

## Hommages
En 1954, il est fait artiste émérite de son pays. Une rue de Prague, dans le quartier Nord d'Holešovice est nommée de son nom (« Stupkova ») en son honneur, ainsi qu'à Olomouc.

## Discographie
- Dvořák
  - Symphonie no 8 et 9 - Orchestre philharmonique tchèque (concerts, 8 janvier 1959 et 19 janvier 1964, Panton 010447-8)[6],[7]
  - Concerto pour violoncelle - André Navarra, violoncelle ; Orchestre de la radio de Prague (1951, Multisonic 31 0039-2)
- Tchaikovski
  - Symphonie no 6, Dvorak, Ouverture Carnaval et Novak, In The Tatras, op. 26 - Orchestre philharmonique tchèque (Supraphon 10200-4)
  - Ouverture 1812 - Symphonique de Prague

## Source
- (cs) Příruční slovník naučný ČSAV, Praha 1967, IV. díl.